# Polne (powiat szczecinecki)
Polne – wieś w Polsce położona w województwie zachodniopomorskim, w powiecie szczecineckim, w gminie Barwice. Leży przy drodze wojewódzkiej nr .
We wsi znajduje się kościół Matki Boskiej Królowej Polski.